# Johanna Bors
Johanna Bors (* 19. November 1949 in Wien als Johanna Prochazka) ist eine österreichische Politikerin der Grünen. vom 30. Jänner 2020 bis Oktober 2021 war sie Abgeordnete zum Oberösterreichischen Landtag.

## Leben
Johanna Bors besuchte nach der Volksschule ein Gymnasium in Wien, wo sie 1968 maturierte. Anschließend begann sie ein Lehramtsstudium für Mathematik und Sport, das sie 1973 als Magistra abschloss. Von 1974 bis 1977 unterrichtete sie Mathematik und Sport am Bundesgymnasium/Bundesrealgymnasium (BG/BRG) in Gmunden. 1977 wurde sie Mutter einer Tochter, 1981 eines Sohne und 1982 einer weiteren Tochter.
1985 war sie Mitbegründerin der Grünen Alternative in Gmunden, wo sie von 1997 bis 2003 als Fraktionsobfrau und von 2003 als Stadträtin fungierte. Seit 2015 gehört sie in Gmunden dem Gemeinderat an.
Am 30. Jänner 2020 wurde sie in der XXVIII. Gesetzgebungsperiode als Abgeordnete zum Oberösterreichischen Landtag angelobt. Sie rückte für Stefan Kaineder nach, der als Landesrat in die Landesregierung Stelzer I wechselte. Im Landtag wurde sie Mitglied im Petitions- und Rechtsbereinigungsausschuss. Für die Landtagswahl 2021 verzichtete sie auf eine Kandidatur. Nach der Landtagswahl schied sie im Oktober 2021 aus dem Landtag aus.